# Poospiza hypochondria
Poospiza hypochondria là một loài chim trong họ Thraupidae.